# Аграфена Васильевна
Аграфена (Агриппина) Васильевна — княжна рязанская, жена рязанского князя Ивана Васильевича, мать последнего рязанского князя Ивана Ивановича, дочь князя друцкого Василия Ивановича Бабича.

## Биография
Выдана замуж в 1495 году (или 1485), в 1496 году родила сына Ивана. В 1500 году её муж умер, после чего власть в княжестве перешла к ней и её свекрови Анне Васильевне, сестре Великого князя московского Ивана III, которая вскоре умерла. Рязанское княжество долгие годы находилось в фарватере политики Москвы, в чём видимо важную роль играла Анна Васильевна. Когда князь Иван подрос, он, вероятно, попытался проводить самостоятельную политику, в результате чего сам князь был пленён в Москве, самостоятельность Рязанского княжества ликвидирована, а Аграфена Ивановна в 1517 году насильно пострижена в монахини.

## Семья
- Отец — Бабич, Василий Иванович
- Супруг — Иван Васильевич (1467—1500) — великий князь рязанский (1483—1500).
- Сын — Иван (1496—1533/1534) — последний великий князь рязанский (1500—1517).